# Marquesado de Bellamar
El Marquesado de Bellamar es un título nobiliario español, concedido por la reina regente de España, María Cristina de Habsburgo-Lorena, el 5 de noviembre de 1888 a Demetrio Manuel Bea y Maruri, Ibarra y Aliega, Presidente del Senado en Cuba,
Diputado a Cortes por Matanzas (Cuba), Gran Cruz de Isabel la Católica y acaudalado industrial de esta ciudad.

## Marqueses de Bellamar
|                           | Titular                                | Periodo                   |
| Creación por Alfonso XIII | Creación por Alfonso XIII              | Creación por Alfonso XIII |
| ------------------------- | -------------------------------------- | ------------------------- |
| I                         | Demetrio Manuel Bea y Maruri           | 1888 - 1896               |
| II                        | Francisco de Bea y Pelayo              | 1897 - 1925               |
| III                       | Luis de Bea y Pelayo                   | 1925 - 1963               |
| IV                        | Manuel Alonso-Martínez y Bea           | 1963 - 1964               |
| V                         | Adelaida Alonso-Martínez Huelín        | 1964 - 2002               |
| VI                        | Trino de Fontcuberta y Alonso-Martínez | 2004 - 2016               |
| VII                       | Adelaida de Fontcuberta y de Bustos    | 2017 - actualidad         |

## Historia de los marqueses de Bellamar
- Demetrio Manuel Bea y Maruri (1832-1896), I marqués de Bellamar

1. Casó con Josefa Andrea Pelayo y Gowen. Le sucedió su hijo:

- Francisco de Bea y Pelayo (1875-1925), II marqués de Bellamar. Soltero. Sin descendientes. Le sucedió su hermano:

- Luis de Bea y Pelayo (n. en 1878), III marqués de Bellamar.

1. Casó con Dolores Mota y Posadilla. Sin descendientes. Le sucedió un hijo de su hermana Josefa de Bea y Pelayo que casó con Vicente Alonso-Martínez y Martín II marqués de Alonso Martínez, por tanto su sobrino:

- Manuel Alonso-Martínez y Bea (n. en 1888), IV marqués de Bellamar, III marqués de Alonso Martínez.

1. Casó en primeras nupcias con Adelaida Huelín y Salas
2. Casó en segundas nupcias con Juana María Grisone Vezzoso. Le sucedió, de su primer matrimonio, su hija:

- Adelaida Alonso-Martínez Huelín (1920-2002), V marquesa de Bellamar.

1. Casó con Trino de Fontcuberta y Roger. Le sucedió su hijo:

- Trino de Fontcuberta y Alonso-Martínez (1946-2016), VI marqués de Bellamar

1. Casó con María de la Asunción de Bustos y Marín, IV duquesa de Estremera. Le sucede en 2017 la hija de ambos por la ley de 2006:

- Adelaida de Fontcuberta y de Bustos (n.1986), VII marquesa de Bellamar.

- Datos: Q5999933